# (16065) Borel
(16065) Borel (1999 RE35) – planetoida z grupy pasa głównego asteroid okrążająca Słońce w ciągu 4,34 lat w średniej odległości 2,66 j.a. Odkryta 11 września 1999 roku.